# 휜펠트

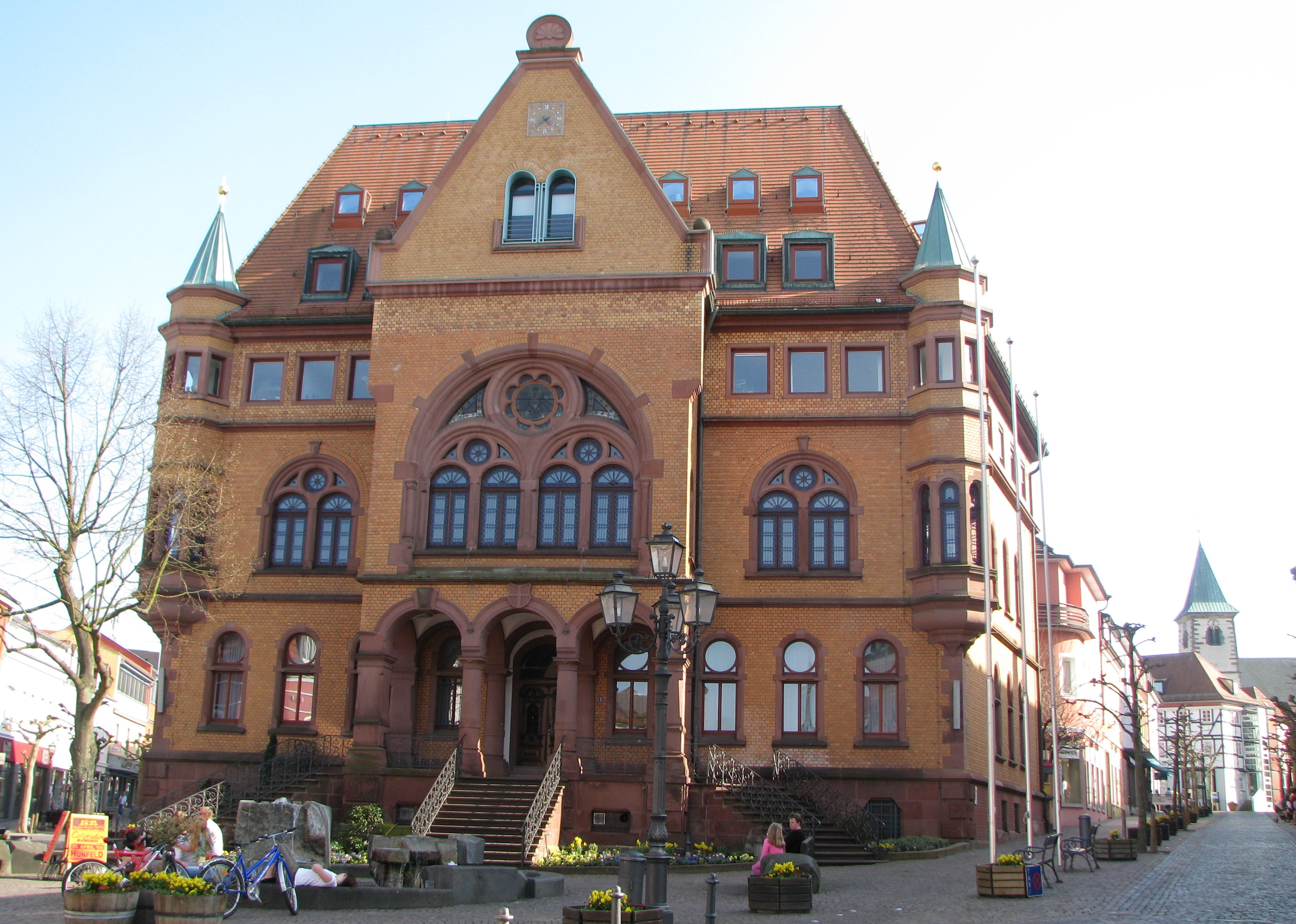
휜펠트 타운홀 2009년

휜펠트(독일어: Hünfeld)는 독일 헤센주에 있는 마을이다. 풀다에서 북동쪽 16 km에 위치해 있다. 2000년에 제40회 헤센타크 주립 축제를 개최했다.

## 유명 인물
- 빌름 호젠펠트 (1895–1952)

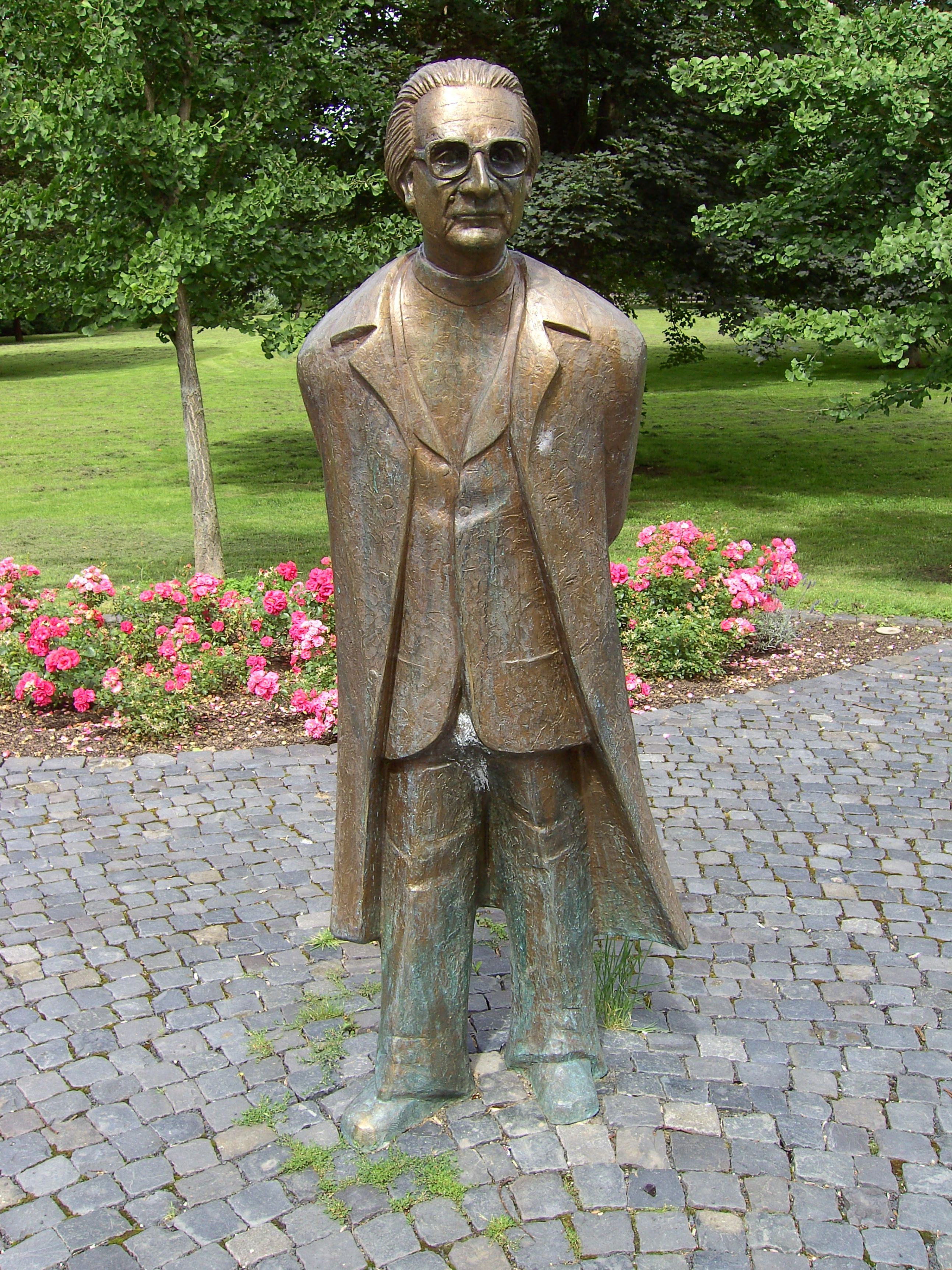
콘라트 추제 동상

- 요한 레온하르트 파프 (1775–1848)
- 콘라트 추제 (1910–1995)

## 같이 보기
- 풀다 간격